# NGC 5851
NGC 5851 este o liner situată în constelația Boarul. A fost descoperită în 26 mai 1791 de către William Herschel. Se află la o distanță de 95,37 de megaparseci de Pământ.